# Clavaspis perplexa
Clavaspis perplexa är en insektsart som beskrevs av Abraham Munting 1971. Clavaspis perplexa ingår i släktet Clavaspis och familjen pansarsköldlöss. Inga underarter finns listade i Catalogue of Life.